# Un hombre va por el camino
Un hombre va por el camino es una película española de 1949 dirigida por Manuel Mur Oti.

## Sinopsis
Un vagabundo que esconde un pasado trágico y recorre los caminos huyendo de su pasado y de sí mismo. Un día se detiene en Monte Oscuro, lugar en el que sólo viven una viuda y su hija pequeña. Las habladurías de los vecinos del pueblo no tardarán en llegar, y Luis tendrá que marcharse, pero los recuerdos de aquel lugar le harán volver.
Expresiva y de una gran tensión narrativa, la película se beneficia de la asombrosa fotografía de Berenguer, que saca el máximo partido posible de los contraluces y los cielos nubosos.

## Premios
Medallas del Círculo de Escritores Cinematográficos
| Categoría              | Persona           | Resultado |
| ---------------------- | ----------------- | --------- |
| Mejor actriz principal | Ana Mariscal      | Ganadora  |
| Mejor fotografía       | Manuel Berenguer  | Ganador   |
| Mejor música           | Jesús García Leoz | Ganador   |
| Premio Jimeno          | Manuel Mur Oti    | Ganador   |